# Jiesi
Jiesi (kinesiska: 结斯乡, 结斯) är en socken i Kina. Den ligger i provinsen Sichuan, i den sydvästra delen av landet, omkring 150 kilometer väster om provinshuvudstaden Chengdu. Antalet invånare är 2 458. Befolkningen består av 1 182 kvinnor och 1 276 män. Barn under 15 år utgör 18,0 %, vuxna 15-64 år 72 %, och äldre över 65 år 9,0 %.
Genomsnittlig årsnederbörd är 1 157 millimeter. Den regnigaste månaden är juni, med i genomsnitt 202 mm nederbörd, och den torraste är december, med 5 mm nederbörd.